# جورج كاتونا
جورج كاتونا (بالمجرية: George Katona؛ بالإنجليزية: George Katona) هو عالم نفس واقتصادي وأستاذ جامعي مجري وأمريكي، ولد في 6 نوفمبر 1901 في بودابست في المجر، وتوفي في 18 يونيو 1981 في برلين في ألمانيا.